# Denis Losier
Pour les articles homonymes, voir Losier.
Denis Losier (14 juin 1952 à Tracadie-Sheila, Nouveau-Brunswick, Canada) est un homme politique et un homme d'affaires canadien. Il est président d'Assomption Vie de 1994 jusqu'à sa retraite en 2012.

## Biographie
Denis Losier est président de la Société des Acadiens du Nouveau-Brunswick au début des années 1980. député de Tracadie à l'Assemblée législative du Nouveau-Brunswick de 1988 à 1994 en tant que Libéral. Il est ministre des Pêches de 1989 à 1991 et ministre du Développement économique et du Tourisme de 1991 à 1994. Il est président-directeur-général d'Assomption Vie depuis ce temps.
En 2012, il est l'instigateur d'une lettre de membres influents de la communauté acadienne appuyant le bilinguisme et la dualité et dénonçant l'accusation selon laquelle ils seraient responsables du déficit néo-brunswikcois. La lettre doit être publiée le 6 novembre 2012 mais Brunswick News, propriétaire des trois quotidiens anglophones de la province – The Daily Gleaner, le Telegraph-Journal et le Times & Transcript – refuse de publier la lettre avant que les noms des signataires soient vérifiés. Le premier ministre David Alward organise alors une discussion en privé avec Denis Losier et James Irving, propriétaire de Brunswick News. Entretemps, d'autres signataires s'ajoutent à la lettre, portant leur nombre à 334, sans oublier le support sur Facebook.